# Vittorio Bersezio

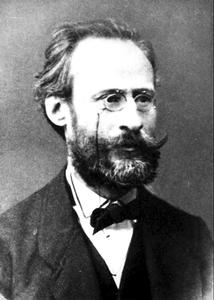
Vittorio Bersezio

Vittorio Bersezio (* 1. März 1828 in Peveragno, Piemont; † 30. Januar 1900 in Turin) war ein italienischer Dichter und Journalist.

## Leben
Vittorio Bersezio verfasste bereits im Alter von zwölf Jahren Librettos für kleine Bühnen. Seit 1845 studierte er die Rechte zu Turin, schloss sich hier ganz der liberalen Bewegung an, welche die letzten Regierungsjahre Karl Alberts kennzeichnete, und promovierte 1848 in der Disziplin der Rechtswissenschaften. Er nahm 1848/49 an den Kämpfen gegen Österreich teil und betrat hernach auf Wunsch seines Vaters die Advokatenlaufbahn, wandte sich aber bald ausschließlich der Schriftstellerei zu. Zunächst versuchte er sich mit geringem Erfolg als dramatischer Dichter, half dann das Journal L’Espero mitbegründen und redigierte ein Jahr lang das Fischietto. Nachdem er sich hierauf für einige Jahre in die Einsamkeit seiner ländlichen Heimat zurückgezogen und hier 1855 sein erstes bedeutendes Werk, Il novelliere contemporaneo, geschrieben hatte, dem andere Erzählungen folgten, hielt er sich 1857 und 1858 wiederholt in Paris auf. Anschließend lebte er wieder in Turin. 1865 gründete er die Gazzetta piemontese. Dieser fügte er später einen Literaturteil, die Wochenschrift Gazzetta letteraria, bei und leitete ihn bis 1880.
Bersezio veröffentlichte noch eine Reihe von Romanen und Novellen, mit denen er als Propagandist des Risorgimento auf sein Volk erzieherisch zu wirken und hierdurch die Einheit Italiens zu begünstigen strebte. Zugleich versuchte er sich mit größerem Glück als früher im ernsten Drama auf dem Gebiet des Lustspiels. Großen Erfolg hatte zum Beispiel Una bolla di sapone (1870); seine besten Lorbeeren aber erntete er mit etwa 20 im piemontesischen Dialekt verfassten Komödien, unter denen Le miserie d’Monssù Travet (Premiere 1863; unter dem Titel Bartholomäus’ Leiden auch auf deutschen Theatern aufgeführt) als sein Meisterstück zu bezeichnen ist. Als Erzähler wie als Komödiendichter glänzte Bersezio vornehmlich durch die Lebhaftigkeit und Treue seiner Darstellung piemontesischen Lebens. Als Geschichtsschreiber trat er mit seiner ausführlichen Darstellung der Regierungszeit Viktor Emanuels II. (Il regno di Vittorio Emanuele II. Trentanni di vita italiana, 8 Bde., Turin 1878–95) hervor. Über seinen Lebensgang berichtete er unter dem Titel Note autobiografiche in Il primo passo (Florenz 1882).

## Werke
- Pietro Micca, Drama, 1852
- Romolo, Drama, 1853
- Il novelliere contemporaneo, Roman, Turin 1855
- La famiglia, Roman, Turin 1856
- L’amor di patria, Roman, Turin 1856
- Mina, o virtù ed amore, Roman, Turin 1858
- La mano di neve, Roman, Turin 1860
- L’odio, Roman, Turin 1860
- Il segreto d’Adolfo, Roman, Turin 1861
- Le miserie d’Monssù Travet, Komödie, Turin 1863
- Gli angeli della terra, Roman, Mailand 1864; deutsch, Leipzig 1884
- La carità del prossimo, Roman, Mailand 1868
- Povera Giovanna, Roman, Mailand 1869, deutsch Leipzig 1883
- Una bolla di sapone, Lustspiel, Mailand 1870; deutsch, Leipzig 1889
- La prosperità del signor Travetti, Mailand 1871
- Le miserie del signor Travetti: commedia in cinque atti, Mailand 1871
- Un pugno incognito, Drama, Mailand 1872
- Roma la capitale d'Italia, Geschichtswerk, Mailand 1872; Prachtausgabe 1886–88
- Cavalieri armi ed amori, Roman, Mailand 1874
- La corruttela, Roman, Mailand 1877; deutsch Korruption, 2 Bde., Wien 1877
- Il regno di Vittorio Emanuele II. Trentanni di vita italiana, Geschichtswerk, 8 Bde., Turin 1878–95
- Aristocrazia. La vendetta di Zoe, Roman, Mailand 1881
- Domenico Santorno, Roman, Mailand 1884
- L’ultimo dei Caldiero, Roman, Rom 1887
- Viperina, Roman, Verona 1889
- L’onore paterno, Roman, Verona 1890